# Ukraine Air Enterprise
Ukraine Air Enterprise (Oekraïens: авіаційне підприємство Україна, aviatsionnoije predprijatije Oekraijna) is een Oekraïense luchtvaartmaatschappij met thuisbasis in Kiev.

## Geschiedenis
Ukraine Air Enterprise werd opgericht in 1996 en houdt zich voornamelijk bezig met vluchten voor de Oekraïense regering.

## Vloot
De vloot van Ukraine Air Enterprise bestaat uit: (maart 2007)
- 2 Ilyushin Il-62M
- 1 Yakolev Yak-40
- 3 Tupolev TU-134A
- 1 Antonov AN-74TK-300
- 1 Antonov AN-140(A)